# Morszczyn pęcherzykowaty
Morszczyn pęcherzykowaty (Fucus vesiculosus) – glon należący do brunatnic.

## Występowanie
Występuje w wodach przybrzeżnych północnego Atlantyku i Oceanu Arktycznego oraz ich mórz, zarówno po stronie amerykańskiej, jak i afrykańsko-europejskiej (m.in. w Bałtyku i Morzu Białym, choć rzadziej niż w pełnosłonych wodach oceanicznych). Istnieją również doniesienia o występowaniu na wybrzeżach Brazylii, jednak są one kwestionowane. W Bałtyku rozpowszechniony jest wzdłuż wybrzeży duńskich, szwedzkich, fińskich i estońskich, rzadszy na wybrzeżu niemieckim i łotewskim. Od lat 80. XX wieku nie obserwowano jego przedstawicieli na wybrzeżach obwodu królewieckiego i Zatoki Gdańskiej. Pierwsze ponowne obserwacje formy wolnopływającej morszczynu pęcherzykowatego miały miejsce w Zalewie Puckim w 2019 roku. W grudniu 2023 roku naukowcy z Instytutu Oceanologii PAN potwierdzili jego obecność.  

## Budowa

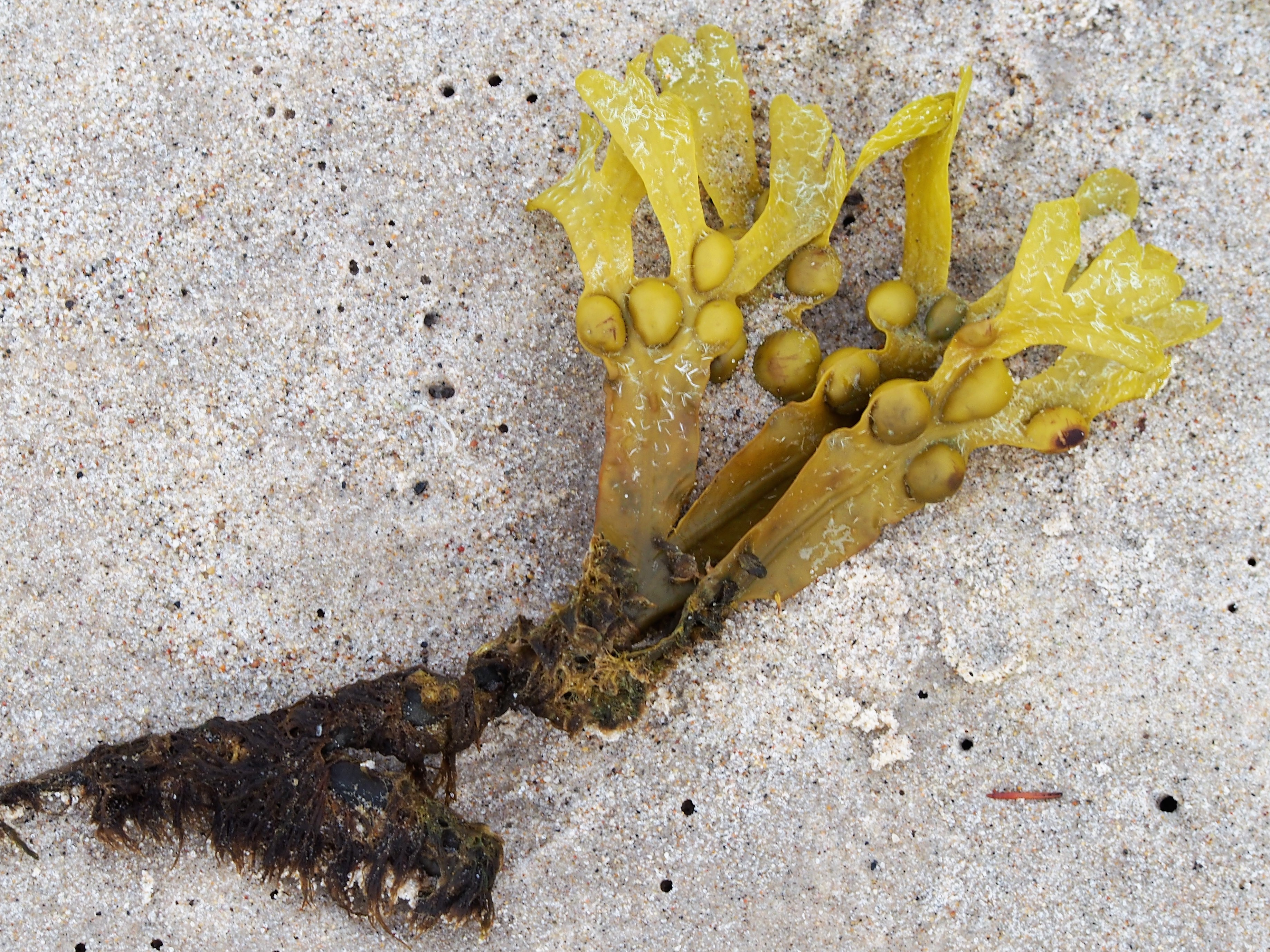
Fragment plechy wyrzucony na plaży

Jest to glon morski o taśmowatej plesze opatrzonej pęcherzami pławnymi.
Zbudowany z trzech części:
- ryzoidu – odpowiednik korzeni,
- kauloidu – odpowiednik łodygi,
- fylloidu – odpowiednik liści.

Wysokość plechy dochodzi do 1 m. Do podłoża jest przytwierdzony za pomocą tarczki. Na końcach rozgałęzień plechy umieszczone są organy rozmnażania (lęgnie i plemnie) zebrane w tzw. konceptaklach.

## Zastosowanie
Stosowany jako składnik mieszanek ziołowych, kosmetyków oraz w kuchni. W suszonej postaci dostępny w sklepach ze zdrową żywnością. Surowcem są odsolone i wysuszone plechy morszczynów zawierające 0,03-0,1% jodu, przy czym co najmniej 0,02% jest organicznie związane w postaci pochodnych tyroniny. Zawartość jodu zależy m.in. od stopnia zasolenia danego akwenu.
Oprócz jodu plechy morszczynu zawierają m.in. magnez, mangan, miedź, cynk, sód, potas, siarkę, chlor, nieco bromu, ślady arsenu, mannitol (5-12%), brunatny barwnik fukoksantynę oraz polisacharydy: kwas alginowy (12-19%), laminarynę i fukoidynę. Dzięki polisacharydom znajduje on zastosowanie w wielu gałęziach przemysłu. Wielocukier, algina, obecny w ścianie komórkowej morszczynu jest wykorzystywany przy produkcji lodów i kosmetyków. Ze względu na właściwość pęcznienia kwasu alginowego, co sprzyja efektowi przeczyszczającemu, stosowany jest jako dodatek do mieszanek i preparatów regulujących wypróżnienia. Ponadto preparaty z morszczynu służą profilaktycznemu uzupełnianiu mikroelementów w diecie. W skład ziół i mieszanek stosowanych w tych celach, wchodzą odsolone i wysuszone plechy morszczynowe zawierające nie mniej niż 0,1% jodu.
Ze względu na zmienność składu surowca i zawartości jodu, stosowanie morszczynu w niedoczynności tarczycy nie jest wskazane, może przy przedawkowaniu wywołać niepożądane objawy nadczynności tarczycy. Lepsze wyniki w tym przypadku daje stosowanie preparatów jodowych o oznaczonej zawartości lub hormonów tarczycy. Uzasadnione może być stosowanie w przypadku obrzęku śluzowatego. Polisacharydy mają działanie przeczyszczające.

## Zagrożenia i ochrona
W Polsce objęty ochroną gatunkową od 2004 r. (jako jedyny przedstawiciel protistów roślinopodobnych). Pod koniec XX wieku prowadzono projekt reintrodukcji morszczynu w Zatoce Puckiej.